# Lars Hansen (Botaniker)
Lars (Laß) Hansen (* 12. September 1788 in Dollerupholz, Herzogtum Schleswig; † 14. August 1876 in Ausacker, Provinz Schleswig-Holstein) war ein schleswiger, deutscher Lehrer und Botaniker.

## Leben
Lars Hansen war ein Sohn des Hufners Jürgen Hansen (* 29. September 1757 in Dollerupholz; † 21. August 1831 ebenda) und dessen Ehefrau Elisabeth (Elsabe) Christina, geborene Lassen Petersen (* 14. Mai 1760 Dollerup; † 25. September 1808 in Dollerupholz). Der Großvater väterlicherseits hieß Jürgen Hansen, der Großvater mütterlicherseits war der Hufner Las Petersen.
Hansen besuchte ab 1808 ein Lehrerseminar in Tondern, gab im Haus des Direktors Johann Ludolph Forchhammer Privatunterricht und beobachtete die Pflanzenwelt. Die Zeit am Seminar endete an Ostern 1811 „mit dem ersten Charakter in Ermangelung eines besseren“. Danach arbeitete er als Lehrer in Grünholz, ab 1814 als Lehrer und Organist in Treia und 1822 als Lehrer, Organist und Küster in Husby. Nach der Entlassung als Deutschgesinnter nach der Niederlage der Schleswig-Holsteiner in der Schleswig-Holsteinischen Erhebung 1850 floh er zu seinem Freund Marcus Schlichting nach Kiel, bei dem er wohnte. 1851 durfte er nach Schleswig zurückkehren und zog nach Lutzhöft, 1854 dann zu seinem Schwiegervater Jensen nach Maasbüll. 1860 ging er mit diesem nach Ausacker. 1865 unterrichtete er wieder in Husby, im Folgejahr trat er in den Ruhestand und zog erneut nach Ausacker.

## Wirken als Botaniker
Seine Kollegen baten Hansen, heimische Giftpflanzen für den Unterricht zugänglich zu machen und eine Sammlung der Pflanzen um Husby zu erstellen. Dadurch lernte er den Kieler Ernst Ferdinand Nolte kennen. Von 1825 bis 1853 schickte er Nolte nahezu jedes Jahr eine Übersicht mit von ihm gesammelten Pflanzen. Nolte wollte die insgesamt 23 Listen für die von ihm geplante „Flora von Schleswig-Holstein“ nutzen. Hansen veröffentlichte daher ein von Nolte redigiertes Herbarium der schleswig-holsteinischen Flora. Es handelte sich um eine Sammlung mit rund 900 Exsikkaten, die von 1833 bis 1862 herauskam und 26 Hefte umfasste. Es handelte sich um ein Typenherbar, das nach dem System Carl von Linnés angelegt war. Da Hansen die Fundorte nicht notierte, eignet es sich nur für Vergleichszwecke.
An Hansens Herbarium beteiligten sich auch die Sammler Gottfried Renatus Häcker, sein Schwiegersohn P. Paulsen und der Däne Christian Theodor Vaupell. Nolte kontrollierte alle Hefte und war wohl für die wenigen Fehler verantwortlich, die darin enthalten sind. Das Veröffentlichung des geplanten 27. Heftes scheiterte daran, das Nolte die Revision nicht abschloss. Während dieser Zeit entwickelten sich Hansen und Nolte zu Feinden. Der Grund dafür war, dass Hansen den dänischen Justizrat Christian Marinus Paulsen (1818–1885) über Standorte seltener Gewächse informiert hatte, die dieser an den Botaniker Johan Martin Christian Lange weiterleitete.
Von 1847 bis 1857 gab Hansen die Sammlung „Pan der Herzogthümer Schleswig-Holstein-Lauenburg …“ in Form von drei Centurien heraus. Dieses Herbar umfasste 100 einheimische Gräser- und Halbgräser aus 26 Gattungen. 1852 kam ein Futterpflanzenherbar, 1857 ein Herbar mit 110 Arten von Süßwasseralgen hinzu. In den 1850er Jahren veröffentlichte er auch ein Schulherbarium, das in vier Bänden 439 Arten enthielt, 1875 ein Verzeichnis der Gefäßpflanzen, die auf Sylt wuchsen.
Hansen galt als die Person, die sich seinerzeit vermutlich am besten mit der Flora Schleswig-Holsteins auskannte und war als Botaniker überregional angesehen. Er stand in Kontakt mit dem Botaniker Ferdinand von Mueller, der ihm zu Ehren eine australische Pflanzenart als Dodonaea hansenii benannte.

## Ehrenamtliches Engagement
Hansen gründete den Allgemeinen Schleswig-Holsteinischen Lehrerverein mit und bekam 1841 für seine Verdienste im Bereich des Schulwesens den Dannebrogorden. Im Folgejahr schenkte ihm die Schleswig-Holsteinische Patriotische Gesellschaft aufgrund seines Engagements für die Stärkung der deutschen Gesinnung Bücher. 1842 gründete er den von ihm selbst geleiteten Gesangsverein „Felicitas“, den er berühmt machte und der beispielsweise 1844 am großen Sängerfest in Schleswig teilnahm.

## Familie
Hansen heiratete am 20. Oktober 1814 in Treia Anna Röh (* 10. November 1794 in Holm im Kirchspiel Treia; † 3. Februar 1841 in Husby). Das Ehepaar hatte vier Söhne und drei Töchter. Der Sohn August Hansen (1825–1879) arbeitete als Oberlehrer in Kiel. Die Tochter Christina Margaretha „Sophie“ Hansen (* 28. August 1822 in Treia) heiratete den Politiker Peter Jensen.